# Michel Sardou

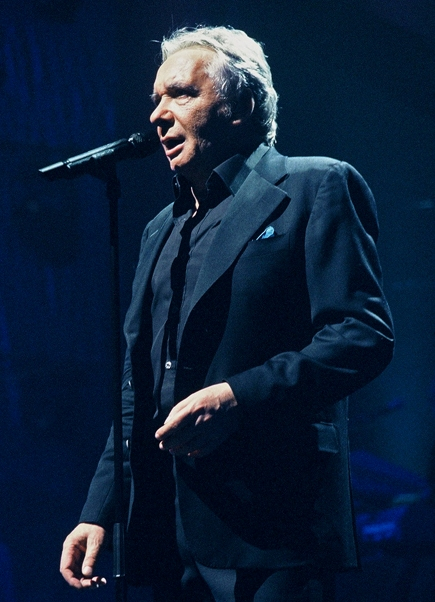
V Palais des sports roku 2005

Michel Sardou (* 26. ledna 1947) je francouzský zpěvák. K jeho nejznámějším písním patří La Maladie d'Amour či Les Lacs du Connemara. Jeho píseň Musulmanes se ve Francii stala roku 1987 písní roku (anketa Victoires de la Musique, francouzská obdoba Grammy). Řada jeho písní má politický náboj, kritizuje v nich například pošlapávání práv žen v islámských zemích, trest smrti či kolonialismus. Jeho syn Romain Sardou je známým spisovatelem, druhý syn Davy Sardou se stal hercem.

## Diskografie
| Rok  | Album                            | Nejvyšší dosazená pozice ve francouzské albové hitparádě |
| ---- | -------------------------------- | -------------------------------------------------------- |
| 1968 | Les Ricains                      |                                                          |
| 1970 | J'habite en France               | 2                                                        |
| 1971 | Olympia 71                       |                                                          |
| 1972 | Danton                           | 2                                                        |
| 1973 | La maladie d'amour               | 1                                                        |
| 1975 | Olympia 75                       | 1                                                        |
| 1976 | La vieille                       | 1                                                        |
| 1976 | Olympia 76                       | 4                                                        |
| 1977 | La java de Broadway              | 2                                                        |
| 1978 | Je vole                          | 1                                                        |
| 1979 | Palais des Congrès 78            | 34                                                       |
| 1979 | Verdun                           | 10                                                       |
| 1980 | Victoria                         | 18                                                       |
| 1981 | Palais des Congrès 81            |                                                          |
| 1981 | Les lacs du Connemara            | 1                                                        |
| 1982 | Il était là                      | 2                                                        |
| 1983 | Vivant 83                        | 2                                                        |
| 1983 | Vladimir Ilitch                  | 4                                                        |
| 1984 | Io Domenico                      | 1                                                        |
| 1985 | Concert 85                       |                                                          |
| 1985 | Chanteur de jazz                 | 5                                                        |
| 1987 | Musulmanes                       | 1                                                        |
| 1987 | Concert 87                       | 8                                                        |
| 1988 | La même eau qui coule            | 2                                                        |
| 1989 | Bercy 89                         | 5                                                        |
| 1989 | Sardou 66                        |                                                          |
| 1990 | Le privilège                     | 2                                                        |
| 1991 | Bercy 91                         | 9                                                        |
| 1992 | Le bac G                         | 1                                                        |
| 1993 | Bercy 93                         | 6                                                        |
| 1994 | Selon que vous serez, etc., etc. | 1                                                        |
| 1995 | Olympia 95                       | 3                                                        |
| 1997 | Salut                            | 1                                                        |
| 1998 | Bercy 98                         | 5                                                        |
| 2000 | Français                         | 1                                                        |
| 2001 | Bercy 2001                       | 5                                                        |
| 2004 | Du plaisir                       | 1                                                        |
| 2005 | Live 2005 au Palais des Sports   | 11                                                       |
| 2006 | Hors format                      | 12                                                       |
| 2008 | Zenith 2007                      |                                                          |
| 2010 | Être une femme 2010              | 2                                                        |